# A Kiss in a Taxi
A Kiss in a Taxi é um filme mudo norte-americano de 1927, do gênero comédia, dirigido por Clarence G. Badger e estrelado por Bebe Daniels. Foi baseado na peça francês, A Kiss in a Taxi, produzido na Broadway em 1925. Famous Players-Lasky produziu e Paramount Pictures distribuiu. É um filme perdido.

## Elenco
- Bebe Daniels - Ginette
- Chester Conklin - Maraval
- Douglas Gilmore - Lucien Cambolle
- Henry Kolker - Leon Lambert
- Richard Tucker - Henri Le Sage
- Agostino Borgato - Pierre
- Eulalie Jensen - Valentine Lambert
- Rose Burdick - mulher alegre
- Jocelyn Lee - Secretária